# Pteroplatus dimidiatipennis
Pteroplatus dimidiatipennis är en skalbaggsart som beskrevs av Jean Baptiste Lucien Buquet 1841. Pteroplatus dimidiatipennis ingår i släktet Pteroplatus och familjen långhorningar. Inga underarter finns listade i Catalogue of Life.